# Reggenza di Karangasem
La Reggenza di Karangasem (in indonesiano Kabupaten Karangasem) è una reggenza (kabupaten) dell'Indonesia situata nella provincia di Bali.

## Storia
Il Regno di Karangasem fu l'inizio dell'emergere di quest'area Dopo l'indipendenza dal Regno di Klungkung, inizialmente quest'area si trovava solo all'estremità orientale dell'isola di Bali, poi il re di Karangasem, I Gusti Ngurah Madé Karangasem, effettuò una grande espansione e la controllava la maggior parte della parte orientale di Bali combattendo con il regno di Klungkung e altri regni circostanti. Durante il suo periodo di massimo splendore, il regno di Karangasem un tempo controllava la parte orientale di Bali a Bali occidentale (Buleleng) solo quando anche il servizio reale di Karangasem ebbe il territorio finché non presero il controllo isola di Lombok nel 1849  aiutando i ribelli a Lombok e iniziando lentamente a controllare efficacemente l'intera isola.